# Louise de Courville
Louise de Courville, née Louise Rondel à Avignon le 25 août 1860 et morte à Paris 7e le 23 février 1937, plus connue sous son titre de comtesse de Courville, est une auteure de livres pour enfants et une militante d'Action française.

## Biographie
D'origine bourgeoise, Louise Rondel est la fille d’un ingénieur des Ponts et Chaussées et la cousine d'Auguste Rondel. En 1886, elle épouse le comte Maurice de Courville (1860-1944), ingénieur militaire et directeur des usines Schneider chargée de la fabrication de l'artillerie lourde de l'armée française. Passionnée par la littérature, la comtesse de Courville publie plusieurs romans de littérature enfantine entre 1896 et 1899. En parallèle, elle tient un salon dans son appartement de la rue du Cherche-Midi par l'intermédiaire duquel, elle devient une grande amie de Charles Maurras et de Maurice Barrès. En somme, la comtesse de Courville est une « femme de mondanité et de réseaux ».
Aux côtés de la marquise de Mac Mahon, elle œuvre à la mobilisation des sections des dames royalistes et participe activement à la création d'un Institut d'Action française. Elle est ainsi nommée secrétaire du comité des dames royalistes. Son investissement fut un exemple pour « son fils Xavier, ses deux gendres, Jean Rivain et Pierre Gilbert [qui] brillèrent parmi les premiers militants de l'Action Française ».

## Œuvres
- 1896 : Mademoiselle Edmonde
- 1897 : Les Petits de Presle
- 1897 : La Vieille
- 1898 : Amitiés d’enfants
- 1898 : Marmiton
- 1899 : En fuite
- 1900 : Histoires bretonnes ; Le Petit Ami des pauvres ; La Veuve Corr